# 関信弘
関 信弘（せき のぶひろ、1923年 - 2010年）は、日本の機械工学者。北海道大学名誉教授。初代北海道職業訓練短期大学校校長。初代日本熱物性研究会会長。

## 人物・経歴
秋田県立大館中学校（現秋田県立大館鳳鳴高等学校）を経て、1945年北海道大学工学部機械工学科卒業、北海道大学工学部機械工学科助手。1952年北海道学芸大学助教授。1961年北海道大学工業教員養成所教授。1962年工学博士。1969年北海道大学工学部機械工学科教授。1980年初代日本熱物性学会会長。1986年北海道大学名誉教授、北海道職業訓練短期大学校校長。1990年移動大学講座運営委員会設立。1999年勲三等旭日中綬章受章。

## 著書
- 『消防用ホースの速乾装置の開発に関する研究報告書』北海道総務部防災消防課 1981年
- 『新家庭機械・電気通論』日刊工業新聞社 1986年
- 『伝熱工学』森北出版 1988年
- 『冷凍空調工学』森北出版 1990年
- 『蓄熱工学 1(基礎編)』森北出版 1995年
- 『蓄熱工学 2(応用編)』森北出版 1995年
- 『低温環境利用技術ハンドブック : 低温・超低温・極低温を活かす技術』森北出版 2001年